# Lo Pònt de Sent Esperit
Lo Pònt Sent Esperit (en francès Pont-Saint-Esprit) és un municipi francès situat al departament del Gard i a la regió d'Occitània. L'any 2005 tenia 9.661 habitants.